# Кузин, Владимир Сергеевич
Владимир Сергеевич Кузин (24 мая 1938, дер. Одинцово, Московская область, РСФСР, СССР — 19 сентября 2006) — советский и российский учёный-педагог, член-корреспондент АПН СССР (1990), академик Российской академии образования (2001).

## Биография
Родился 24 мая 1938 года в деревне Одинцово Московской области.
Окончил Московское художественно-графическое педагогическое училище, а в 1957 году — художественно-графический факультет МПГИ.
В 1966 году — защитив кандидатскую диссертацию по психологии, занимался методическими разработками по художественной педагогике, автор книги «Психология для художников».
В 1976 году — защитил докторскую диссертацию.
В 1978 году — присвоено учёное звание профессора.
В 1990 году — избран членом-корреспондентом АПН СССР, в 1993 году — стал членом-корреспондентом РАО, в 2001 году — избран академиком РАО.
С 1968 года — заведующий лабораторией эстетического и художественного образования Института общего образования Министерства общего и профессионального образования Российской Федерации.
В мае 2006 года был назначен членом экспертного совета Высшей аттестационной комиссии по педагогике и психологии.

## Научная деятельность
Занимается разработкой учебных программ, пособий, учебников и методик по изобразительному искусству для общеобразовательных школ.
Под его руководством разработано 26 учебных государственных программ для педагогических институтов, автор более 300 научных работ.
4 учебника «Изобразительное искусство» его авторства включены в федеральный комплект учебников, является одним из руководителей и исполнителем государственных стандартов образовательной области «Искусство» для общеобразовательной школы, для художественно-графических факультетов и отделений педагогических институтов (университетов), училищ (колледжей).
Под его руководством подготовлено более 100 кандидатов педагогических наук и 6 докторов наук.

### Сочинения
- Основы обучения изобразительному искусству в общеобразовательной школе. — М., 1972 и 1977;
- Изобразительное искусство и методика его преподавания в школе. — М., 1984, 1986 (на исп. языке), 1998;
- Психология. — М., 1974, 1982, 1997.

## Награды
- Государственная премия СССР (1986) — за учебник «Психология» (1982, 2-е издание)
- Орден Дружбы (1999)
- Государственная премия Российской Федерации в области образования (2000)
- Заслуженный деятель науки РСФСР (1981)
- Медаль К. Д. Ушинского (1984)
- Золотая медаль ВДНХ СССР
- Диплом почета ВДНХ СССР
- Значок «Отличник просвещения СССР»